# Воллаграсс (Мен)
Воллаграсс (англ. Wallagrass) — місто (англ. town) в США, в окрузі Арустук штату Мен. Населення — 519 осіб (2020).

## Демографія
Згідно з переписом 2010 року, у місті мешкало 546 осіб у 244 домогосподарствах у складі 162 родин. Було 309 помешкань
Расовий склад населення:
| - 97,6 % — білих - 0,9 % — чорних або афроамериканців - 0,4 % — корінних американців |

До двох чи більше рас належало 1,1 %. Частка іспаномовних становила 0,5 % від усіх жителів.
За віковим діапазоном населення розподілялося таким чином: 17,8 % — особи молодші 18 років, 63,0 % — особи у віці 18—64 років, 19,2 % — особи у віці 65 років та старші. Медіана віку мешканця становила 47,3 року. На 100 осіб жіночої статі у місті припадало 107,6 чоловіків;  на 100 жінок у віці від 18 років та старших — 104,1 чоловіків також старших 18 років.
Середній дохід на одне домашнє господарство  становив 49 255 доларів США (медіана — 36 583), а середній дохід на одну сім'ю — 58 081 долар (медіана — 52 083). Медіана доходів становила 38 125 доларів для чоловіків та 29 464 долари для жінок. За межею бідності перебувало 22,8 % осіб, у тому числі 12,8 % дітей у віці до 18 років та 14,4 % осіб у віці 65 років та старших.
Цивільне працевлаштоване населення становило 221 особа. Основні галузі зайнятості: освіта, охорона здоров'я та соціальна допомога — 41,6 %, будівництво — 12,7 %, сільське господарство, лісництво, риболовля — 6,8 %, роздрібна торгівля — 6,3 %.